# Adamo cromosomiale-Y

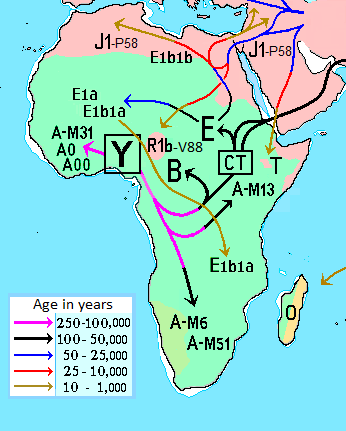
Dispersione dell'aplogruppo Y sul continente africano

Nella genetica umana, l'Adamo cromosomiale-Y o Adamo cromosomico è l'ultimo antenato comune dal quale tutti gli uomini viventi discendono in linea paterna. L'Adamo cromosomiale-Y probabilmente è vissuto circa 75 000 anni fa in Africa ed è la controparte dell'Eva mitocondriale.

## Discendenza da linee cromosomiche Y
L'Adamo cromosomiale-Y riceve il suo nome dal personaggio biblico Adamo raccontato nel libro della Genesi.
Questo mero accostamento non vuole ipotizzare che l'Adamo ancestrale sia stato l'unico uomo maschio del suo tempo, ma semplicemente colui che produsse una linea completa di figli maschi fino ad oggi: è, cioè, l'antenato a cui converge tutta la popolazione attuale o, in particolar modo, il cromosoma Y dal quale discendono tutti i cromosomi Y umani attualmente diffusi nel mondo.
Uno studio biologico dell'Università di Stanford sopra 93 polimorfismi genetici umani scoperti in questo cromosoma, in 1000 individui di 21 regioni del mondo, calcolò che un progenitore o gruppo di antenati maschili comuni a tutti gli uomini attuali visse in Africa circa 70 000 anni fa. Studi successivi del cromosoma Y hanno stimato date anteriori per l'antenato maschile comune facendolo risalire tra i 100 000 e i 200 000 anni fa.
Si crede che l'apparizione dell'Adamo cromosomiale-Y sia da relazionarsi alla "Teoria della catastrofe di Toba". Questa catastrofe avrebbe provocato un restringimento del pool genetico della specie umana in modo tale da potenziarne l'unità genetica, la quale si presume fosse ridotta a solo 1000 individui intorno all'anno 70 000 a.C.

## Confronto fra Adamo cromosomiale-Y ed Eva mitocondriale
Così come i cromosomi-Y si ereditano per via paterna, i mitocondri si ereditano per via materna. Pertanto è valido applicare gli stessi principi. Il progenitore comune più vicino per via materna è stato soprannominata Eva mitocondriale.